# Melkmarkt (Zwolle)
De Melkmarkt is een straat in de binnenstad van Zwolle, welke het Maagjesbolwerk met de Grote Markt verbindt.
Tot 1800 liep door de Melkmarkt de Grote Aa, die dwars door de binnenstad liep. Deze werd gedempt wegens het uitbreken van cholera door besmet water, waardoor hier een brede straat ontstond.